# Justizministerium (Kasachstan)
Das Justizministerium der Republik Kasachstan (kasachisch Қазақстан Республикасы Әділет министрлігі, russisch Министерство юстиции Республики Казахстан) ist das Justizministerium Kasachstans.

## Allgemeines
Das Justizministerium der Republik Kasachstan unterhält Niederlassungen in allen Gebieten des Landes und den Städten Astana und Almaty. Dem Ministerium unterstehen mehrere Abteilungen, darunter der Ausschuss für Geistiges Eigentum, der Ausschuss für religiöse Angelegenheiten und der Ausschuss für Strafvollzug. Auch das Research Center der forensischen Abteilung des Gerichtshofes der Republik Kasachstan und das Institut für Rechtsinformatik gehören dem Ministerium an.

## Minister
| Nr. | Name                       | Amtszeit (Beginn)  | Amtszeit (Ende)    |
| --- | -------------------------- | ------------------ | ------------------ |
| 1   | Ghalichan Jerschanow       | 1990               | 1993               |
| 2   | Naghaschybay Schaikenow    | Juni 1993          | Oktober 1995       |
| 3   | Konstantin Kolpakow        | 1995               | 1997               |
| 4   | Bauyrschan Muchametschanow | Oktober 1997       | September 2000     |
| 5   | Igor Rogow                 | 13. September 2000 | 29. Januar 2002    |
| 6   | Georgij Kim                | 29. Januar 2002    | Februar 2003       |
| 7   | Ongalsyn Schumabekow       | Februar 2003       | April 2005         |
| 8   | Saghipa Balijewa           | April 2005         | 2. April 2009      |
| 9   | Raschid Tüssipbekow        | 2. April 2009      | 20. Januar 2012    |
| 10  | Berik Imaschew             | 20. Januar 2012    | 13. September 2016 |
| 11  | Marat Beketajew            | 13. September 2016 | 11. Januar 2022    |
| 12  | Qanat Mussin               | 11. Januar 2022    | 30. Dezember 2022  |
| 13  | Asamat Jesqarajew          | 4. Januar 2023     | 9. Januar 2025     |
| 14  | Jerlan Särsembajew         | 9. Januar 2025     | amtierend          |